# بيتر سميث (لاعب كرة قدم)
بيتر سميث (بالإنجليزية: Peter Smith)‏ (31 أكتوبر 1980 في المملكة المتحدة - ) هو لاعب كرة قدم بريطاني في مركز الوسط. لعب مع نادي إكزتر سيتي وBamber Bridge F.C. ‏ ونادي كامبريدج ستي وBuckingham Town F.C. ‏ وكارنارفون تاون ‏.

## وصلات خارجية
- بيتر سميث على موقع قاعدة بيانات كرة القدم.إي يو (الإنجليزية)
- بيتر سميث على موقع Soccerbase.com (لاعب) (الإنجليزية)